# Ambivalent Symphony
Ambivalent Symphony  es el último EP de la banda visual kei japonesa exist†trace, que fue lanzado el 21 de octubre de 2009. Contiene 7 canciones e incluye también un DVD bonus repartidos en dos discos.

## Lista de canciones
Todas las canciones escritas y compuestas por exist†trace. 
| N.º   | Título                 | Duración |  |
| 1.    | «Resonance»            | 4:30     |  |
| 2.    | «海の雫»               | 4:53     |  |
| 3.    | «-Overture-»           | 1:30     |  |
| 4.    | «Ambivalence»          | 4:40     |  |
| 5.    | «Forward»              | 4:03     |  |
| 6.    | «Wrath»                | 4:00     |  |
| 7.    | «「終わりのない世界」» | 4:00     |  |
| 26:56 |                        |          |  |

- Datos: Q5672085